# مطار فاليولو الدولي
مطار فاليولو الدولي (بالإنجليزية: Faleolo International Airport)‏ (إياتا: APW، إيكاو: NSFA) هو مطار يبعد 40 كيلومترا غربا عن أبيا عاصمة ساموا، المطار يتواجد على ارتفاع 58 قدما (18 م) فوق مستوى سطح البحر على جزيرة أوبولو.

## شركات الطيران والوجهات
| شركـات طيـران              | الوجهات                                        |
| -------------------------- | ---------------------------------------------- |
| طيران نيوزيلندا            | مطار أوكلاند الدولي                            |
| خطوط فيجي الجوية           | مطار هونولولو الدولي، مطار نادي الدولي         |
| كانتاس                     | مطار بريزبان، مطار سيدني (تنتهي 17 يوليو 2023) |
| Samoa Airways              | Pago Pago، Savai'i                             |
| Talofa Airways             | Nuku'alofa، Pago Pago                          |
| خطوط فيرجن أستراليا الجوية | مطار بريزبان، مطار سيدني                       |

## حوادث
- في 13 يناير 1970 تحطمت طائرة الخطوط الجوية البولينيزية الرحلة رقم 308 المتجهة الي عاصمة ساموا الأمريكية باغو باغو وتحمل 32 راكبا لاحقوا حتفهم أثناء تحطم الطائرة.[6]
- في عام 2000 رحلة لشركة طيران نيوزيلندا رقم رحلة NZ60 تجاوزت أثناء الهبوط مسار المدرج اثر خلل في نظام الهبوط ونجح الطيارين في منع وقوع حادث لأجرائها بعض التدابير التي نجحت في عدم وقوع أي اصابات تم تسجيل الحالة ووضعها كشريط فيديو تدريبي.[7]